# Chloroclystis griseata
Chloroclystis griseata là một loài bướm đêm trong họ Geometridae.